# Cheick Doukouré
Cheick Kader Doukouré (11 de septiembre de 1992) es un futbolista marfileño que juega como centrocampista en el Iraklis de Tesalónica de la Segunda Superliga de Grecia.

## Trayectoria
Se formó en la cantera del F. C. Lorient desde el año 2007. Previamente, había jugado en Aubervilliers francés. En la temporada 2013-14 se consolidó definitivamente en la plantilla del F. C. Lorient, además de lograr su primer gol en Ligue 1 en un triunfo por 0-1 ante el Olympique de Lyon. En verano de 2014 firmaría por el F. C. Metz de Ligue 1. En su segunda campaña en el club, en Ligue 2, sufrió la rotura del ligamento cruzado de la rodilla izquierda.
El 4 de agosto de 2017 firmó un contrato de cuatro temporadas con el Levante U. D., que pagó 1'5 millones de euros por su traspaso. El 19 de noviembre marcó su primer tanto en Primera División en la victoria ante la U. D. Las Palmas (0-2).
El 24 de febrero de 2018, tras dar una patada al aire con su pierna derecha, se rompió el ligamento cruzado anterior de la rodilla izquierda. Sin embargo, en la acción, el árbitro Iglesias Villanueva señaló penalti favorable al Real Madrid C. F. ya que consideró que había golpeado a Casemiro.
El 23 de julio de 2021 firmó por una temporada con el C. D. Leganés, entonces de la Segunda División. Sin embargo, no la completó, ya que el 29 de enero de 2022 rescindió su contrato y se marchó a Grecia, país en el que jugó para el Aris Salónica Fútbol Club y el Iraklis de Tesalónica.

## Selección nacional
Fue internacional con la selección francesa sub-18 y sub-19. El 11 de enero de 2015 debutó con la selección de Costa de Marfil, con la que se proclamaría campeón de la Copa Africana de Naciones un mes después.

## Clubes
| Club                  | País    | Año       |
| --------------------- | ------- | --------- |
| F. C. Lorient         | Francia | 2010-2014 |
| Épinal (cedido)       | Francia | 2012-2013 |
| F. C. Metz            | Francia | 2014-2017 |
| Levante U. D.         | España  | 2017-2021 |
| S. D. Huesca (cedido) | España  | 2019-2020 |
| C. D. Leganés         | España  | 2021-2022 |
| Aris Salónica F. C.   | Grecia  | 2022-2024 |
| Iraklis de Tesalónica | Grecia  | 2024-     |